# Antonia Holfelder
Antonia Cäcilia Holfelder  (* 1971 in Hamburg) ist eine deutsche Schauspielerin.

## Leben
Antonia Holfelder erhielt ihre Schauspielausbildung an der Hochschule für Schauspielkunst „Ernst Busch“ Berlin von 1995 bis 1999. Von 1998 bis 2000 war sie Ensemblemitglied des Hans Otto Theaters. Dort war sie unter anderem im Jahr 2000 in der Uraufführung von Zoran Drvenkars Die zweite Chance als „Tess“ auf der Bühne zu sehen. 2003 war sie die „Estelle“ in einer Aufführung der Berliner Theatergruppe IEG von Jean-Paul Sartres Geschlossener Gesellschaft. Am Staatstheater Mainz spielte sie 2005 in der Uraufführung des von Dominique Caillat geschriebenen Stückes Kidnapping mit.
Nachdem sie in einigen Filmen wie zum Beispiel Väter unter der Regie von Dani Levy und Poppitz unter der Regie von Harald Sicheritz gespielt hatte, trat sie auch in einer Reihe von Fernsehserien wie Die Cleveren, Tatort, Doppelter Einsatz, SOKO Wismar, Doktor Martin auf. Einem breiten Fernsehpublikum wurde sie seit 2006 durch die Rolle der Kriminalkommissarin Inge Tschernay in der Fernsehkrimiserie Der Kriminalist an der Seite von Christian Berkel bekannt.
Antonia Holfelder wohnt in Berlin.

## Filmografie (Auswahl)
- 2000: Anatomie
- 2000: Schimanski – Tödliche Liebe
- 2001: Tatort – Tatort: Der lange Arm des Zufalls
- 2001: Balko – Der Campingplatzmörder
- 2002: Tatort – Zartbitterschokolade
- 2002: Väter
- 2002: Poppitz
- 2003: Die Cleveren – Blutsbande
- 2005: Doppelter Einsatz – Gefährliche Liebschaft
- 2005: SOKO Wismar – Jagdfieber
- 2006: Typisch Sophie – Nur gute Freunde…
- 2006–2020: Der Kriminalist
- 2009: Hexe Lilli – Der Drache und das magische Buch
- 2011: Notruf Hafenkante – Ein neues Leben
- 2013: SOKO Wismar – Reiterspiele
- 2014: Kückückskind
- 2015: Das Dorf der Mörder
- 2019: Frau Jordan stellt gleich (Fernsehreihe; Folge: Titten und Taten)
- 2020: Ein starkes Team: Parkplatz bitte sauber halten
- 2020: Auf dünnem Eis (Fernsehfilm)
- 2025: SOKO Köln: Moneten erbeten (Fernsehserie)

## Hörspiele (Auswahl)
- 1999: Marius von Mayenburg: Feuergesicht (Olga) – Regie: Götz Fritsch (Hörspielbearbeitung – SFB/ORB/NDR)